# 莫尔维萨尔
莫尔维萨尔，是西班牙安达卢西亚自治区格拉纳达省的一个市镇。总面积22平方公里，2001年普查人口總數為2787人，人口密度為每平方公里127人。